# Lydellina pyrrhaspis
Lydellina pyrrhaspis är en tvåvingeart som först beskrevs av Villeneuve 1921.  Lydellina pyrrhaspis ingår i släktet Lydellina och familjen parasitflugor.
Artens utbredningsområde är Pakistan. Inga underarter finns listade i Catalogue of Life.